# Mur de contenció

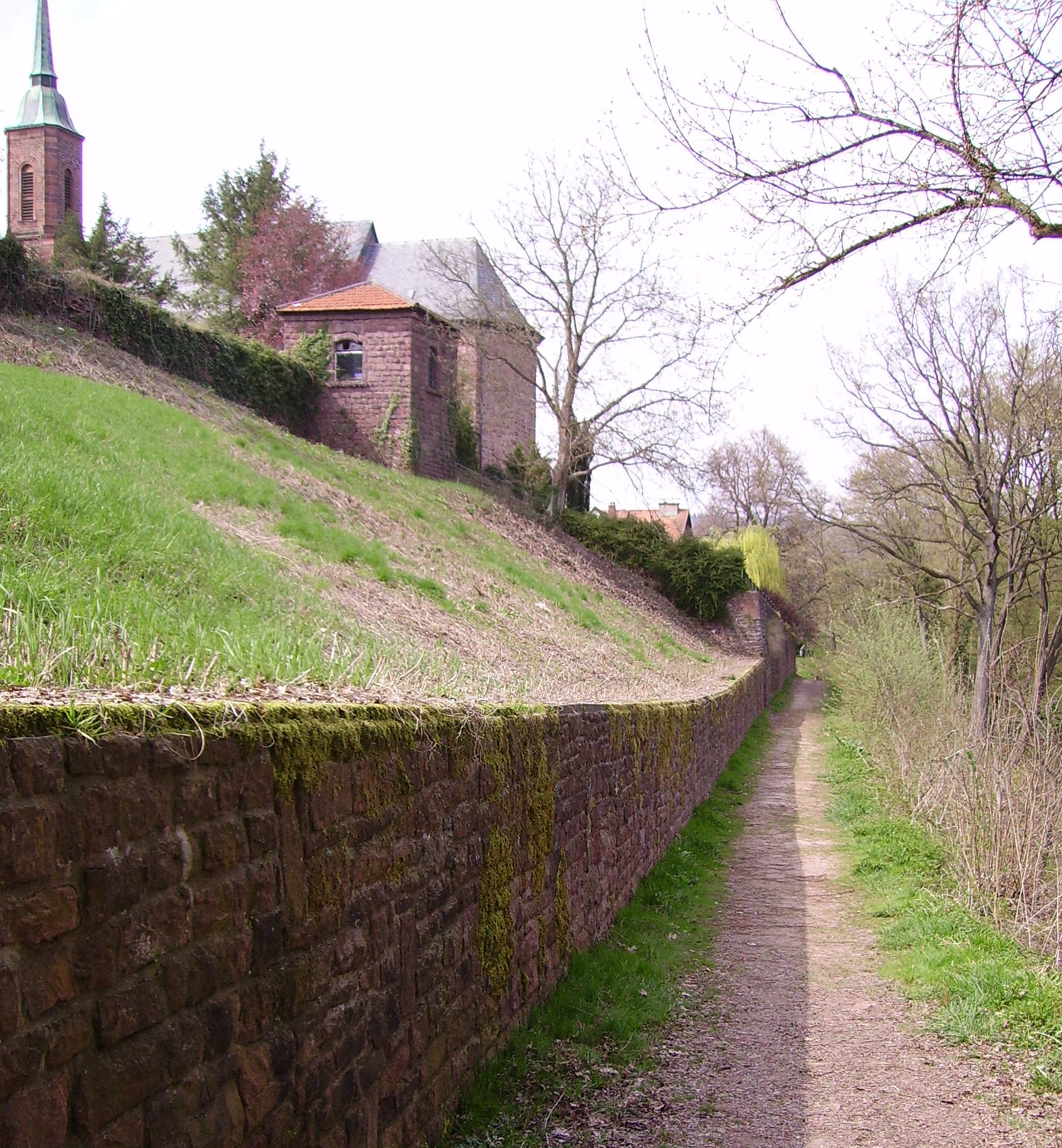
Mur de contenció construït en pedra.

S'anomena mur de contenció a un tipus d'estructura de contenció rígida, destinada a contenir algun material, generalment terres.

## Murs de contenció i el seu funcionament
Els murs de contenció s'utilitzen per aturar masses de terra o altres materials solts quan les condicions no permeten que aquestes masses assumeixin les seves pendents naturals. Aquestes condicions es presenten quan l'ample d'una excavació, tall o terraplè està restringit per condicions de propietat, utilització de l'estructura o economia.
Per exemple, en la construcció de vies fèrries o de carreteres, l'ample de servitud de la via és fix i el tall o terraplè ha d'estar contingut dins d'aquest ample. De manera similar, els murs dels soterranis d'edificis s'han d'ubicar dins dels límits de la propietat i contenir el sòl al voltant del soterrani.

## Tipus de murs de contenció

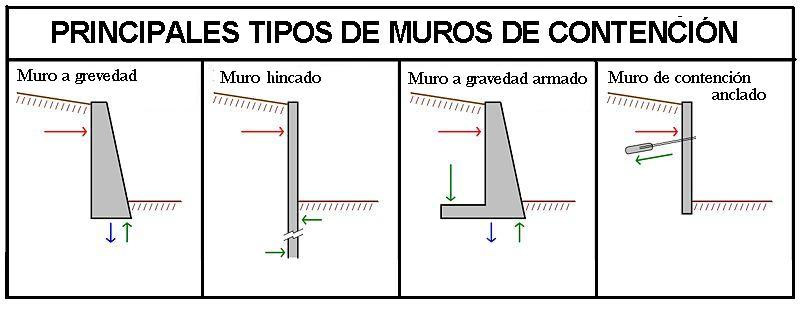
Croquis dels principals tipus de murs de contenció.

Els principals tipus de murs de contenció són:

### Murs de gravetat
Són aquells que el seu pes contraresta l'empenyiment del terreny. Donades les seves grans dimensions, pràcticament no pateix esforços flectors, de manera que no sol armar-se. Els murs de gravetat al seu torn poden classificar-se en:
- Murs de formigó en massa. Quan és necessari, s'arma el peu (punta i/o taló).
- Murs de maçoneria seca. Es construeixen mitjançant blocs de roca (tallats o no).
- Murs d'escullera. Es construeixen mitjançant blocs de roca més grans que els de maçoneria.
- Murs de gabions. Substitueixen els d'escullera quan no hi ha disponibilitat de grans roques.
- Murs prefabricats o d'elements prefabricats. Es poden realitzar mitjançant blocs de formigó prèviament fabricats.
- Murs alleugerits. Aquells en què els blocs s'alleugereixen (es fan buits) per diversos motius (estalvi de material, reducció de pes ...).
- Murs jardinera. Si els blocs buits d'un mur alleugerit es disposen escalonadament, i en ells s'introdueix terra i se sembra, es produeix el mur jardinera, que resulta molt més estètic, i de menor impacte, veure rocalla.
- Murs sec. constituït per pedra de 8 " 10" que van sobre llocs i amarrats entre si, no porta cap mena de morter o concret, tal com va construint es va omplint amb pedres de lloc o grava de 3/4 "de diàmetre en cas que es utilitzi amb drenar l'aigua.

### Murs estructurals
Són murs de formigó fortament armats. Presenten lleugers moviments de flexió i atès que el cos treballa com un voladís vertical, el seu gruix requerit augmenta ràpidament amb l'increment de l'altura del mur. Presenten un sortint o taló sobre el qual es recolza part del terreny, de manera que mur i terreny treballen en conjunt.
Sempre que sigui possible, una extensió en el puntal o la punta amb una dimensió entre un terç i un quart de l'ample de la base subministra una solució més econòmica.
Tipus diferents de murs estructurals són els murs "en L", "en T".
En alguns casos, els límits de la propietat o altres restriccions obliguen a col·locar el mur a la vora davanter de la llosa base, és a dir, a ometre el puntal. És en aquestes ocasions quan s'utilitzen els murs en L.
Com s'ha indicat, a vegades murs estructurals verticals de gran alçada presenten excessives flexions. Per a aquest problema sorgeix el 'mur amb contraforts', en què es col·loquen elements estructurals (contrafort s) a la part interior del mur (on es localitzen les terres). Solen estar espaiats entre si a distàncies iguals o lleugerament més grans que la meitat de l'alçada del mur. També hi ha murs amb contraforts a la part exterior.
De vegades, per alleugerir el contrafort, es col·loquen elements amb un tirant (cable metàl·lic) perquè treballi a tracció. Sorgeixen així els 'murs atirantats'

### Murs de terra armada i de sòl reforçat
Els  murs de terra armada  són  totxos  de terreny (grava) en els quals s'introdueixen armadures metàl·liques per tal de resistir els moviments. Amb això s'aconsegueix que el material treballi com un  tot un . La importància d'aquesta armadura consisteix a brindar-li cohesió al sòl, de manera d'actuar disminuint l'empenyiment del terreny que ha de suportar el mur. La fase constructiva és molt important, ja que s'ha d'anar compactant per capes de poc gruix, per donar-li una major resistència a terra.

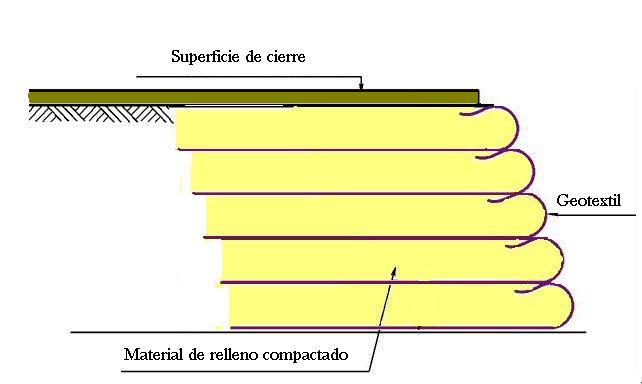
Mur de contenció armat amb geotèxtil.

Se li solen posar escatas (planxes de pedra o formigó), sense fi estructural, sinó per evitar que es produeixin despreniments.
Els murs de terra armada poden rematar també amb blocs de formigó buits, farcits de terra, i sembrats, creant murs jardinera.

Un 'mur de sòl reforçat' és un mur de terra armada en què se substitueixen les armadures metàl·liques, per geotèxtil. És una solució més econòmica, tot i que serà menys resistent.
Anàlogament als murs de terra armada, es poden recobrir amb escates, o rematar amb murs jardinera. Encara que hi ha una altra alternativa, que consisteix a posar un geotèxtil sobre el vessant del mur, i cobrir-de terra i llavors. Sorgeix així un 'mur vegetalitzat'.

## Verificacions típiques en el càlcul

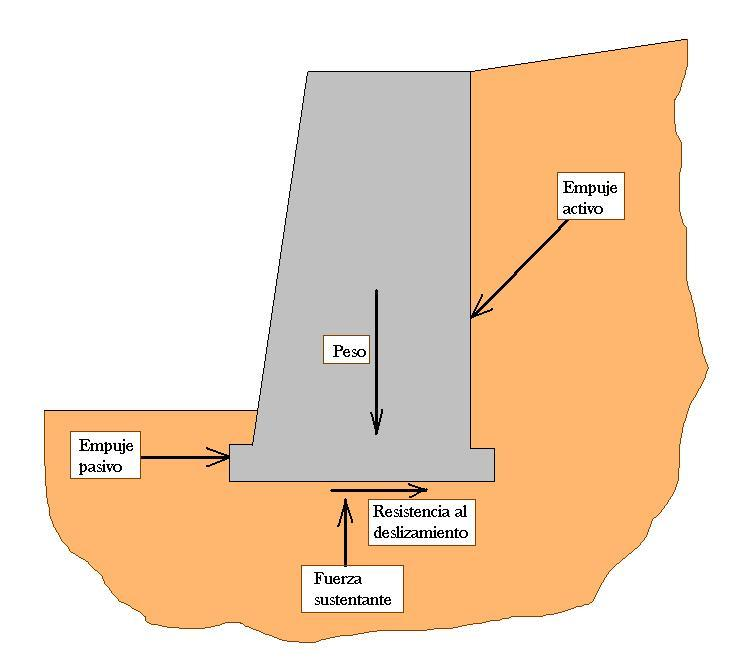
Forces que actuen sobre un mur de contenció.

Per al càlcul d'un mur de contenció de terres cal tenir en compte les forces que actuen sobre ell com són la pressió lateral del sòl o la subpressió i aquelles que provenen d'aquest com són el pes propi. Amb aquestes dades podem verificar els següents paràmetres:
- Verificació de lliscament : Es verifica que la component horitzontal de l'empenta de la terra (Fh) no superi la força de retenció (Fr) deguda a la fricció entre la fonamentació i el sòl, proporcional al pes del mur. En alguns casos, pot incrementar (Fr) amb l'empenta passiu del sòl en la part baixa del mur. Normalment[1] s'accepta com segur un mur si es dona la relació: Fr/Fh > 1.3  (aquesta relació es pot anomenar també  coeficient de seguretat al lliscament ).

- Verificació de volteig o bolcada : Es verifica que el moment de les forces (Mv) que tendeixen a capgirar el mur sigui menor al moment que tendeixen a estabilitzar el mur (Mi) en una relació d'almenys 1.5.[2] És a dir: Mi/Mv > 1.5  ( coeficient de seguretat al volteig ).

- Verificació de la capacitat de sustentació : Es determina la càrrega total que actua sobre la fonamentació amb el respectiu diagrama de les tensions i es verifica que la càrrega transmesa a terra (Ta) sigui inferior a la capacitat portant (Tp), o en altres paraules que la màxima tensió produïda pel mur sigui inferior a la tensió admissible en el terreny. És a dir: Tp/Ta > 1.0 [2] ( coeficient de seguretat a la sustentació ).

- Verificació de l'estabilitat global : Es verifica que el conjunt del pendent que es pretén contenir amb el mur tingui un  coeficient seguretat globals > 2.[2]